# Кошмар на улице Вязов 3: Воины сна
«Кошмар на улице Вязов 3: Воины сна» (англ. A Nightmare on Elm Street 3: The Dream Warriors) — американский фэнтезийный слэшер 1987 года режиссёра Чака Рассела, третий фильм киносериала «Кошмар на улице Вязов» о маньяке Фредди Крюгере. 
Сценарий написали Фрэнк Дарабонт и Чак Рассел на основе сюжета Уэса Крэйвена и Брюса Вагнера. Главные роли исполнили Роберт Инглунд, Хизер Ландженкамп, Крейг Уоссон и Патрисия Аркетт. 
Премьера картины состоялась 27 февраля 1987 года — в США сборы составили более $44 миллионов при бюджете менее 5 миллионов. Картина получила положительные отзывы критиков и зрителей, многие называют её вторым лучшим фильмом во всей серии после оригинала 1984 года.

## Сюжет
Эпиграф: «Сны. Эти маленькие ломтики смерти. Как же я их ненавижу…» Эдгар Аллан По.
Школьнице Кристин Паркер давно снятся кошмары. Едва заснув, она оказывается в старом брошенном доме № 1428 на улице Вязов, где её начинает преследовать таинственный мужчина. Девушка просыпается от крика матери, Элейн, ворвавшейся в её ванную комнату — Кристин пыталась вскрыть себе вены лезвием. Тогда женщина, уверенная, что дочь просто пытается привлечь к себе внимание, кладёт девочку в психиатрическую лечебницу «Уэстен Хиллс». Там её лечащим врачом становится доктор Нил Гордон, а помогать ему будет врач-интерн Нэнси Томпсон — девушка впечатлила главного врача, доктора Симмс, тем, что быстро успокоила Кристин, находящуюся в истерике.
На следующее утро Нэнси знакомится с ребятами — ходящим во сне Филиппом и агрессивным Кинкейдом. Забирая вещи Кристин из дома, Нэнси находит в комнате девочки макет дома № 1428 по улице Вязов, в котором она жила, когда была ребёнком. Тем временем, Кристин вновь засыпает, и на неё нападает Фредди Крюгер. Но каким-то образом, Нэнси оказывается во сне девочки, и спасает её. Нэнси узнаёт о чудесном даре Кристин — она с детства может затягивать других людей в свои сны.
Во время очередного сеанса групповой психотерапии Нэнси знакомится с онемевшим после психологической травмы Джоуи, дерзкой Тэрин, прикованным к инвалидной коляске Уиллом и Дженнифер, мечтающей стать актрисой. Между тем, Нил проявляет интерес к Нэнси. Следующей жертвой Фредди становится Филипп — убийца заводит Филиппа в запретную зону здания, миновав запертые двери, и сбрасывает мальчика с верхушки башни, повергнув в шок всех обитателей и персонал больницы. Нэнси предлагает Нилу давать ребятам экспериментальный препарат «Гипноцил», подавляющий сновидения. Нил соглашается с такой мерой, несмотря на протесты доктора Симмс.

Крюгер управляет Филипом как марионеткой.

Убийства следуют одно за другим — погибает Дженнифер. На похоронах Нил встречает таинственную монахиню, сестру Марию-Хелену, которая говорит врачу, что «беспокойный дух надо предать земле», а затем внезапно исчезает. Нэнси понимает, что пришло время рассказать Нилу и ребятам о том, кто такой Фредди Крюгер. «Вы — последние из детей с улицы Вязов», — так она говорит подросткам. Во время сеанса терапии ребята засыпают, и во сне каждый обретает волшебные силы: Уилл может ходить, он — настоящий маг; Кинкейд невероятно силён; Кристин превращается в акробатку, а Тэрин — становится «красивой и плохой».
Фредди удаётся пленить Джоуи — мальчик впадает в кому. Из-за этого Нэнси и Нила отстраняют от работы. Вечером Нил вновь встречает монахиню с кладбища — она рассказывает доктору историю юной монахини Аманды Крюгер, которую случайно заперли в лечебнице с преступниками, изнасиловавшими её. В результате у девушки родился сын — Фредди Крюгер. Чтобы остановить его — нужно найти останки убийцы и похоронить их в земле. Узнав об этом, Нэнси и Нил отправляются к Дональду Томпсону — бывшему полицейскому и отцу Нэнси, который никогда не верил словам дочери о том, что Крюгер преследует её во снах. Но лишь он знает, где спрятаны кости Крюгера. После напряжённого разговора с отцом в баре, Нэнси возвращается в больницу, чтобы встретиться с ребятами, а Нил силой заставляет Томпсона сказать, где спрятаны останки. Так они приезжают на старую автомобильную свалку.
Нэнси и ребята встречаются во сне, чтобы остановить Фредди, но он разъединяет друзей, устраивая каждому свой собственный кошмар — таким образом, ему удается убить Уилла и Тэрин. Оставшиеся в живых Кинкейд, Кристин и Нэнси находят Фредди в его логове в котельной, но Фредди чувствует, что кто-то закапывает его кости — скелет убийцы оживает на свалке, убивает Дональда и оглушает Нила. неожиданно перед Нэнси появляется призрак её отца, которым оказывается Фредди — в этот момент Нил приходит в себя и доводит дело до конца. Фредди исчезает в мире снов, но перед этим он убивает Нэнси. Она слышит последние слова Кристин: «Я не позволю тебе умереть. Я заберу тебя в Прекрасный сон, и мы останемся там навсегда… Навеки вечные».
После похорон всех погибших, Нил видит вдалеке кладбища фигуру монахини — он следует за ней и натыкается на могилу женщины, на которой написано: «Аманда Крюгер. Имя во кресте — Мери-Хелена». Нил понимает, что ему являлся призрак матери Фредди. Той же ночью Нил спит в своей кровати. Рядом стоит фигурка, приносящая добрые сны — она осталась от Нэнси — и макет дома, который сделала Кристин. Неожиданно в окне второго этажа загорается свет.

## В ролях
| - Хизер Ландженкамп — Нэнси Томпсон - Роберт Инглунд — Фредди Крюгер - Джон Сэксон — Дональд Томпсон, отец Нэнси - Патрисия Аркетт — Кристин Паркер - Крейг Уоссон — доктор Нил Гордон - Дженнифер Рубин — Тэрин Уайт - Родни Истман — Джоуи Красел - Кен Сэйгоус — Роланд Кинкейд - Брэдли Крэгг — Филипп Адамсон - Айра Хэйден — Уилл Стэнтон | - Пенелопа Судроу — Дженнифер Колфилд - Лоренс Фишберн — медбрат Макс Дэниэлс - Присцилла Пойнтер — доктор Элизабет Симмс - Брук Банди — Элейн Паркер, мать Кристин - Нэн Мартин — монахиня Мэри-Хелена - Стэйси Алден — медсестра Марси - Пол Кент — Доктор Карвер - Клэйтон Лэнди — Лоренцо - Дик Каветт — в роли самого себя - Жа Жа Габор — в роли самой себя |

## Сценарий

### Сюжет Крэйвена и Вагнера
После негативных отзывов критиков на фильм «Месть Фредди» руководство студии «New Line Cinema» задумалось, как именно стоит снимать продолжение — для этого они решили вернуть в проект людей, работавших над первой частью. Как и в работе над «Местью Фредди» линейный продюсер Сара Ришер пыталась вернуть Уэса Крэйвена, но режиссёр не желал превращать историю во франшизу; к тому же, он приступил к работе над фильмом «Смертельный друг» и не мог возглавить творческую команду третьей части. Как бы там ни было, Крэйвен представил идею, которая понравилась студии, и через какое-то время он написал сценарий. Возвращение было важным для Крэйвена в финансовом плане — он надеялся получить процент от сборов, который не увидел за первый фильм. В итоге Уэса назначили исполнительным продюсером: это означало, что с ним будут советоваться в вопросах кастинга и творческой стороне проекта, а также при принятии других важных решений. Крэйвен надеялся завершить историю третьим фильмом, поэтому хотел кардинально изменить концепцию — так первый вариант истории для третьего фильма (на тот момент, студия его отклонила) будет реализован в «Новом кошмаре Уэса Крэйвена».
Первоначальный сценарий был гораздо мрачнее и более изобретательным с творческой точки зрения. Крэйвену и Вагнеру принадлежит идея «Воинов сновидений» — группы подростков, обладающих различными сверхспособностями в мире снов: «Мы поняли, что один человек больше не может сражаться с Фредди. Ведь души многих погубленных детей сделали Фредди сильнее».
Крэйвен и Вагнер написали четыре версии сценария — первая датировалась 16 июня 1986 года — последний они и показали студии, и который позднее перепишут Чак Расселл и Френк Дарабонт — на это у команды авторов ушло 11 дней. Сценарий уже более откровенно изображает Крюгера как растлителя — перед тем как убить Филипа, мальчик спрашивает: «Почему я?», на что Кюргер зловеще отвечает: «Ты мне нравишься», а затем облизывает лицо подростка.. Имена Крэйвена и Вагнера указаны в титрах, так как большинство сцен и персонажей перекочевали из их сценария в финальную версию, но с некоторыми различиями.
Часть действия происходит за пределами Спрингвуда — в старом доме в лесу, который местные называют «домом Крюгера» — первая сцена показывает, как у матери Крюгера начинаются роды в этом самом доме, и Фредди в буквальном смысле вырывается наружу, используя свою перчатку; также в одной из сцен сновидений Нэнси видит уродливого младенца Крюгера. В этот дом Крюгер приводил своих жертв в мире снов, а не на улицу Вязов. По описанию Крэйвена, дом был входом в другой мир, попасть в который можно было, лишь находясь под действием препаратов или в особом психическом состоянии.
Нэнси не была экспертом в области снов и психологи, а Кристен (тогда её звали Кирстен) провела в лечебнице немного времени, а затем вернулась домой к родителям, её мать звали Элис. Нил носил фамилию Гиннесс, его персонаж был значительно моложе. Фамилия доктора Симмс — Маддалина, Тэйрин была афро-американской, а модель дома (не особняка № 1428, а того, что фигурировал в первом сценарии) построил Джоуи. Филипу было 13 лет; персонажа Уилла звали Ларедо — у него были длинные волосы, он не сидел в инвалидном кресле; именно он создавал марионеток. Дональд Томпсон (в сценарии его звали Джоном) с самого начала знал, что Крюгер вернулся — однако его и Нэнси беспокоило то, что он никак себя не проявлял; когда девушка находит его, то узнаёт, что Фредди одержим идеей найти дом, в котором он родился, чтобы сжечь его дотла. В сценарии было множество отсылок к первому фильму, а между Нэнси и Нилом завязывалась полноценная романтическая линия, включавшая постельные сцены. В сценарии не упоминается, что мать Крюгера была монахиней, а он сам родился после её изнасилования. Джоуи и Кинкейд погибали. Крюгер был менее разговорчивым, и более развязным. В финале Нэнси убивает Крюгера, используя его собственную перчатку — как и в фильме, сама Нэнси умирает.

### Изменения Рассела и Дарабонта
Однако на деле оказалось, что руководство наняло людей, которые значительно переписали сценарий, поменяли персонажей и их имена, Крэйвен так позже высказался об этой ситуации: «Многие причины того, что я взялся за работу над третьим фильмом быстро отпали». По мнению Ришер, тогдашней главы «New Line Cinema» Бэба Шея и линейного продюсера Рэйчел Талалэй, сценарию Крэйвена не хватало интересных человеческих взаимоотношений и страшных моментов. «Уэс и Брюс считали сценарий идеальным. А мы были уверены, что его надо доработать», — вспоминает Роберт Шэй. По словам Сары Ришер в интервью для «Cinefantastique», сценарий требовал значительной доработки: «Мы не смогли бы закончить картину с тем сценарием, что у нас был на руках. Чак Рассел и Френк Дарабонт развернули сюжет на 180 градусов. Они переписали около 70 % процентов текста». Боссы студии привлекли к проекту Френка Дарабонта и Чака Рассела для шлифовки сценария Уэса — однако по словам Рассела, руководство само не понимало, что хочет видеть в новом фильме. Крэйвен отметил, что Дарабонт действительно проделал огромную работу над его сценарием, а Талалэй была в восторге от конечного результата: «В нём было огромное количество материала, будто у нас бюджет на 20 миллионов».
«Я был в восторге от первой части, картина Уэса была прорывной. Переписывать его сценарий было странно, потому что тогда Уэс уже не был задействован в проекте. Я ждал совместной работы, но такого шанса не выпало. Я хотел взять идею воинов сновидений и развить её — в этом направлении мы с Френком и продолжили писать», — вспоминает Рассел. Именно в третьем фильм по настоянию режиссёра произошли изменения в образе Фредди Крюгера, которые превратили персонажа популярного ужастика в значимое явление поп-культуры — новой отличительной чертой Крюгера стал чёрный юмор. Рассел вспоминает: «Во второй части Фредди обезличили — он типичный маньяк-убийца, нежели демон из снов. Я убедил боссов студии делать третью часть масштабнее, с дикими сценами сновидений, где Фредди стал бы дьяволом во плоти, сделать его более жутким и смешным одновременно. Я видел возможность в том, что Фредди станет более разговорчивым и изменчивым в сновидениях. Я знал, что смогу сохранить его устрашающие черты, добавив в них немного юмора — я был уверен, что Роберт Инглунд справится с этим. Не скажу, что мою концепцию студия встретила с восторгом, но они позволили мне продолжить работу в этом направлении». Также в третьей части злодея впервые начали называть «Фредди», а не «Фред», Как раньше.

### Идеи Сэксона и Инглунда
В 1987 году актёр Джон Сэксон, сыгравший лейтенанта Дональда Томпсона в двух фильмах серии представил свою 12-страничную концепцию фильма-приквела под названием «Как начался кошмар на улице Вязов» (англ. How The Nightmare On Elm Street All Began). Подробное описание концепции сюжета 6 августа 2020 года опубликовал портал «Bloody Disgusting».
Действие неснятого фильма происходило в 1969 году. У пятилетней Нэнси Томпсон есть сводная сестра Бэтси, которая является частью коммуны хиппи. Дональд Томпсон возвращает сбежавшую 15-летнюю дочь домой и отправляет на приём к детскому психотерапевту по имени Фредерик Крюгер, работающему на улице Вязов. Отношения Бэтси и её мачехи Мардж — матери Нэнси — также не складываются. Параллельно, полицейский расследует убийство маленького мальчика, совершённого «режущим предметов, способным наносить несколько повреждений одновременно». Следующей жертвой убийцы становится Бэтси. Дональд уверен, что за преступлениями стоит Крюгер — он и ещё несколько родителей похищает мужчину, пытают его в надежде выбить признание, а затем сжигают его. Однако вскоре становится понятно, что Крюгер невиновен (эту идею позже обыграли в сюжете ремейка 2010 года), а за всем стоит некий «Чарли» — реально существовавший маньяк Чарльз Мэнсон. Таким образом, в фильме 1984 года разгневанный дух Крюгера мстит за свою мученическую смерть. Дональд допрашивает одну из девушек-хиппи, которая в итоге признаётся в убийстве, совершать которые ей помогала Бэтси Томпсон. Во второй версии сюжета, датированной 6 июня 2006 года, Сэксон заменил имя Бэтси на Мелоди. Одной из главных идей проекта было то, что родители пренебрегали вниманием к своим детям — все погибшие были пациентами доктора Крюгера. Ещё одним важным сюжетным поворотом стала история с реинкарнацией Крюгера, душа которого вселилась в тело Дональда Томпсона. Кроме того, в этой версии персонаж «Чарли» заменён на некого «Джимми».
Сценарную заявку для фильма написал также Роберт Инглунд, однако и его версия была отвергнута руководством «New Line Cinema». По сюжету фильма «Дом забав Фредди» (англ. Freddy's Funhouse), старшая сестра Тины Грей возвращается из колледжа, чтобы расследовать её смерть. Уже в этом сценарии дом № 1428 становится логовом Крюгера в мире снов — особняк наполнен ловушками на подобии тех, что расставила по дому Нэнси в финале первой части. По словам Инглунда, часть его идей позже была реализована в сценарии пилотного эпизода сериала «Кошмары Фредди».

### Удалённая сцена
Финальный текст сценария, по которому в итоге снимали фильм, также претерпел некоторые изменения, и часть сцены была удалена. Так по словам Хэзэр Лангенкэмп и Крейга Уссона была снята сцена поцелуя между их героями. Уссон отметил, что «это была не постельная сцена, но она была такой страстной, что у камер линзы начали плавиться. Обидно, что её вырезали».

### Проблематика
Главную сюжетную линию фильма актёры и создатели обсудили в документальном фильме «Never Sleep Again: The Elm Street Legacy». Режиссёр Чак Рассел отметил, что это фильм про время в жизни ребёнка, когда он узнаёт, что «мир не так уж и прекрасен, и, что всё то, чему нас учили школа и родители — отличается от реальности». Уэс Крэйвен вспоминает, что в то время начали появляться различные реабилитационные и исправительные центры для проблемных подростков — «по сути это были тюрьмы или приюты» — такие места активно рекламировали на телевидении — частично, это и стало вдохновением для сюжета фильма, как и фильм «Пролетая над гнездом кукушки». Крэйвен открыто называет одной из главных угроз для героев — «добрые намерения их родителей».
Хэзэр Лэндженкэмп утверждает, что третья часть продолжает мысль оригинального фильма: «Авторитетные лица пытаются помочь подросткам, но, конечно же, не справляются с этим». Лэндженкэмп называет сцену, в которой мать Кристен приводит ночью домой мужчину — одной из самых грустных в картине. Между тем, Брук Банди, сыгравшая Эллейн Паркер, называет такое поведение своего персонажа «маской», так она чувствует собственную вину, и она «точно была в той толпе, что линчевала Фредди». Актриса Присцилла Пойнтер, сыгравшая доктора Симс, долгое время не понимала, почему поклонники воспринимали её персонажа как злодея, ведь она искренне хотела помочь главным героям. Несостоятельность родителей подчёркнута и в персонаже Дональда Томпсона — он больше не является лейтенантом полиции, а работает охранником и страдает от алкоголизма. По словам Лэндженкэмп, «он чувствует, что разрушил жизнь Нэнси — это вызывает в нём чувство неполноценности как человека, и как отца».
Ещё одной важной темой фильма стал подростковый суицид — тема, которой уделялось значительно внимание в кино 1980-х годов; Брук Банди считает, что фильма — это важное послание родителям, которые должны выслушать и услышать своих детей; Чак Рассел говорит, что «это и было главной метафорой оригинального „Кошмара“, а „Воины снов“ делают шаг вперёд в этом направлении».
Также Чак Рассел хотел привнести «классические христианские ценности» в фильм, добавив религиозной тематики, убив Кюргера крестом — это отсылает зрителей к классическим фильмам о вампирах. Так в картине возникла история с матерью Крюгера, Амандой — монахиней Мери Хеленой; по мнению Рассела, «это было грандиозным, но опасным решением».

## Кастинг

### Кристин Паркер
Свою первую главную роль в фильме получила Патрисия Аркетт — по мнению Рассела это пошло на руку проекту, так как актриса была незнакома зрителям. По словам Роберта Инглунда и Чака Рассела, большинство молодых актёров на площадке были влюблены в Аркетт, и постоянно окружали её своим вниманием; Инглунд также вспоминает, что молодые актёры часто приходили к нему за «романтическим советом». В самом начале съёмок руководство студии едва не уволило Аркетт, так как она казалась им «холодной и слишком сдержанной» из-за её неуверенности, но Чак Рассел отстоял участие актрисы в проекте. По словам Рассела, в свой первый съёмочный день Аркетт снимала сцену встречи Кристен и Нэнси в Уэстэн-Хиллс: «Это было незабываемо, в тот момент я понял, что она станет большой звездой». Сама Аркетт вспоминает, что её прослушивание прошло ужасно, а на съёмках на неё постоянно кричал разгневанный оператор. На сцену первой встречи с Нэнси у режиссёра и оператора ушло 52 дубля (эпизод снимали в 4 часа утра) — актриса очень нервничала и была измотана, поэтому постоянное забывала свой текст — в итоге за камерой ей показывали карточки с её фразами. Позже Рассел признался, что слишком давил на актрису.

### Остальные персонажи
Ещё на стадии написания сценария, Крэйвен и боссы студии получили согласие актрисы Хэзэр Лэндженкэмп на возвращение во франшизу — Нэнси Томпсон становится лидером и наставником нового поколения детей с улицы Вязов. Кен Сэйгоус получил роль Кинкейда после того, как агент убедил его отправиться на прослушивание — по словам Сэйгоуса, по дороге на пробы он промок под дождём, ожидая автобуса, поэтому на кастинг актёр пришёл разгневанным, и буквально послал режиссёра, прямо как в одной из сцен фильма.
Родни Истман сыграл немого подростка Джуои Красела — Истман много работал над персонажем, чтобы научиться выражать эмоции одним взглядом, так как большую часть фильма его герой не произносит ни слова. Пенелопа Судроу сыграла 14-летнюю Дженнифер (столько лет её героине в сценарии): «Я просто пыталась прочувствовать эмоциональное состояние героини — у нас практически не было репетиций». Дженнифер Рубин в её персонаже Тэрин привлекла тайна: «У неё проблемы с наркотиками, ей определённо есть, что скрывать». По словам Рубин на различных конвенциях поклонников она не раз слышала слова благодарности в свой адрес — персонаж помог им завязать с наркотиками. Кроме того, это была идея Рубин сделать Дженнифер ирокез, как у панка. Айра Хэйден отметил сходство со своим персонажем — в детстве он тоже был большим любителем игры «Подземелья и Драконы».
По словам продюсера Сары Ришер, дольше всего они искали актрису на роль сексуальной медсестры Марси, которая должна была обнажить грудь — её сыграла Стейси Алден. Лиза Уилкокс и Лезли Дин — они сыграют Элис и Трейси в будущих продолжениях серии — пробовались на роли в «Воинах сна».

### Камео
Изначально в сценарии в качестве гостьи на шоу Дика Каветта в той самой сцене, где погибает Дженнифер, была прописана Салли Келлерман. Однако в фильме эту роль исполняет известная американская актриса Жа Жа Габор — именно Каветт сам выбрал Габор на эту роль, так он считал её «самым глупым человеком из всех, кого он встречал». Инглунд рассказал, что вся сцена была полной импровизацией:
«Полагаю, мисс Габор не читала сценарий и не имела особого понятия, что из себя представляют фильмы серии „Кошмар на улице Вязов“. Думаю, агент сказал ей: „У меня есть для тебя работёнка“, а она ответила: „Прекрасно. Когда я должна появиться на площадке, дорогуша?“, не подозревая, что через несколько секунд после её появления в кадре её покромсает маньяк-убийца. Её реакция в той сцене на 100 процентов настоящая! Она понятия не имела, кто такой Фредди, и что я неожиданно появлюсь перед ней. Она немного психанула».

## Съёмки и спецэффекты
Съёмки фильма начались 28 июля 1986 года и продлились около 8 недель в Лос-Анджелесе. Раскадровку ключевых сцен подготовил Пит фон Шолли. Расселл в начале нанял другого оператора для работы над фильмом, но линейный продюсер Рейчел Талалэй уволила его после того, как он поругался с актрисой Пенелоп Судроу — и наняла Роя Вагнера. От некоторых задумок пришлось отказаться из-за сложности реализации и для экономии бюджета. Например, в сцене гибели Тэрин, изначально её голова должна была взорваться — однако авторы не смогли добиться нужного эффекта, поэтому сцену изменили. Один из героев должен был превратиться в гигантского робота-трансформера — существует даже раскадровка этой сцены, но она оказалась слишком дорогой, и от неё также отказались. Когда медсестра Марси соблазняет Джоуи, она превращалась в Фредди — актриса должна была носить грим убийцы, но Рой Вагнер решил изменить сцену, так как «Фредди с голой грудью — слишком сильное зрелище», и сцену пересняли.
Большая часть бюджета картины ушла на создание спецэффектов — Чак Рассел испытывал огромное давление со стороны продюсеров, особенно когда расходились их взгляды на реализацию творческой части процесса. Работу над эффектами возглавил Питер Чесни, Кевин Ягер и Марк Шостром продолжили работу над третьей частью в составе его команды. Как и в «Мести Фредди», Ягер отвечал за образ Крюгера. Чтобы нанести грим Фредди из 18 кусочков латекса на Роберта Инглунда, Ягеру нужно было 4 часа — и 1 час, чтобы его снять. Однажды измотанный Инглунд уснул прямо в гримёрном кресле — проснувшись, он испугался, увидев собственное отражение в образе Фредди в зеркале.
Мастера по спецэффектам использовали настоящую тушу свиньи в сцене кошмара Кристин — они поджарили её, дали мясу стухнуть, а затем оживили её для съёмок, используя проволоку и другие средства для её движения — по воспоминаниям съёмочной группы, на площадке стояла невероятная вонь. Для открывающей сцены, в которой Кристин убегает от Фредди с маленькой девочкой на руках, была создана кукла — измождённый труп ребёнка. Шострром посетил Музей толерантности, где изучил фотографий детей Освенцима — у него ушло 10 недель на создание куклы. Однако она получилась слишком пугающей и реалистичной, и по настоянию Рассела на съёмках её заменили на обычный бутафорский скелет. Специалист по спецэффектам Даг Босвик использовал технологию покадровой киносъёмки в сцене, когда кукла на стене трасформируется в Фредди — сначала было воссоздано лицо маньяка из глины, и в каждом следующем кадре специалист стирал часть лица, пока в кадре не осталась лишь безликая голова — в фильме сцена проигрывается в обратном порядке. Родни Истман потерял сознание на съёмках, когда его герой Джоуи привязан к кровати — на самом деле кровать была расположена вертикально на одной из стен площадки: «У меня было ощущение, что меня распяли. Кровь просто перестала поступать в органы, и я отключился», — вспоминает Истман. По словам Рассела, создатели долго не могли понять, как снять сцену с «Хранилищем душ» (англ. Chest Of Souls) в груди Фредди — местом, где хранятся души убитых маньяком детей. Роберт Инглунд носил специальную накладку в 7 сантиметров толщиной, которая крепилась на грудь актёра, а сзади выходили кабели, благодаря которым приводились в движение аниматронные лица душ. Для съёмок сцены гибели Крюгера была создана механическая голова и часть торса.

### Сцена с телевизором
Для знаменитой сцены с телевизором, Шостром создал подвижный манекен-копию Пенелопы Судроу, нарядив его в парик, чтобы придать сходство с актрисой. Команда также создала пять копий телевизора с разным функционалом — один использовался в сцене, когда голова Фредди (также кукла, созданная по образу Роберт Инглунда) появляется из корпуса (затем её заменяет сам актёр). К другому телевизору были прикреплены металлические руки. По сценарию Инглунд должен был сказать: «Это — твой прорыв на ТВ, Дженнифер!» (англ. This Is It Jennifer, Your Big Break On TV!) — актёр повторил данную фразу в двух первых дублях, однако при третьем он решил импровизировать, сказав: «Добро пожаловать в прайм-тайм, сука!» (англ. Welcome To Prime Time, Bitch!); Чак Расселл так и не решил, какую фразу стоит оставить, поэтому в окончательный монтаж вошли обе версии. Когда Фредди поднимает Дженнифер в воздухе на месте актрисы работал девушка-дублёр.
В 2017 году в продажу поступила елочная игрушка с изображением этой сцены, а в 2018 году компания NECA выпустила диораму с Фредди в форме телевизора. В том же году в сети получила распространение история о том, как маленькая девочка Мэрелин (младшая из сестёр, участниц проекта «MSG Cosplay») выиграла конкурс косплееров на фестивале «Mad Monster Party» в Аризоне.

### Змееподобный Фредди

Актриса Патриция Аркетт на съёмках фильма «Кошмар на улице Вязов 3: Воины сна». Фредди в образе змее-подобного монстра.

Кевин Ягер рассказал в интервью 2015 года порталу «Yahoo! News», что эта сцена был одной из самых сложных. Сначала Ягер создал две скультпуры, демонстрирующие дизайн змееподобного Фредди — одну с поднятой головой и одну, поглощающую женское тело — получив одобрение Рассела, он приступил к созданию кукол. «Это первая масштабная кукла, которую я создал для съёмок в кино», — вспоминает Ягер. Было создано 4 аниматронные куклы, одну из которых использовали для съёмок крупных планов — именно с ней было тяжелее всего работать, так как каждый раз, когда она пыталась «съесть» актрису, она ломалась; выход из ситуации нашёл Рассел — он снял сцену в обратном порядке, а в фильме использовал реверс. 
Создатели неоднократно обсуждали на съёмках тот факт, что змея больше похожа на половой орган с лицом Крюгера, и это было правдой — Ягер признался, что изначально задумывал дизайн таким, чтобы передать сексуальный подтекст этой сцены. Изначально режиссёру Расселу кукла была представлена в сером цвете, однако при создании её выкрасили в телесный — что опять же придавало сходство с детородным органом; поэтому змею перекрасили в темно-зелёный цвет. Хэзэр Лэнгенкэмп было тяжело наблюдать за съёмками сцены, а Аркетт позже заявила, что у неё остались довольно неприятные воспоминания о съёмках, хотя ей очень нравится конечный результат: «Я провела внутри много изматывающих часов. В какой-то момент — мы снимали около 3-х часов ночи — я поняла, что я уснула».

### Финал картины
Сцену в бойлерной — в логове Крюгера — снимали на складе, расположенном напротив окружной тюрьмы Лос-Анджелеса. Сцену снимали с нарушением правил безопасности, на площадке всё время дежурили пожарные, съёмочная группа чувствовала себя плохо из-за дыма, необходимого для съёмок сцены. Актёры вспоминают, что было невероятно людно и душно, практически невозможно было дышать. По словам Кена Сэйгоуса, когда хаос на съёмной площадке достиг своего пика, одни из продюсеров — его имени актёр не называет — поднялся с кресла, попросил внимания и произнёс: «Пора заканчивать это дерьмо». После 21-часового рабочего дня оператор Рой Вагнер спросил Чака Рассела: «Кем должен быть режиссёр на съёмочной площадке?», на что тот ответил: «Героем-одиночкой». 
Автомобильную свалку снимали на севере Лос-Анджелеса в Пакойме в ночное время. Рассел и Дарабонт были поклонниками фильма «Ясон и аргонавты» Рэя Харрихаузена. Сначала мастера по спецэффектам хотели снимать полномасштабный скелет Фредди, но быстро поняли что его будет неудобно использовать в покадровой съёмке и сделали миниатюрную копию, которую снимали на фоне экране с изображением автомобильной свалки.

### Локации и декорации
Декорации особняка № 1428 впервые в серии были специально построены для фильма: вплоть до «Нового кошмара» дом представлен в заброшенном виде — как в реальности, так и в мире сновидений. В качестве фасада психиатрической лечебницы Уэстен-Хиллс использовали здание театра «Royce Hall» (Ройс-Холл) в Калифорнийском университете Лос-Анджелеса. В церкви «Святого Брандана» в районе Ван-Найс доктор Нил Гордон набрал святой воды и взял распятие для финальной битвы с Фредди. Знаменитое кладбище Эвергрин и одноимённый парк превратились в фильмах серии в городское кладбище Спринвуда.

## Саундтрек

### Музыка Анджело Бадаламенти
Музыку к фильму написал Анджело Бадаламенти, известный по работе над саундтреком к сериалу «Твин Пикс» Дэвида Линча. Музыка Бадаламенти была издана на официальном альбоме лейбла «Varèse Sarabande», и именно его имя указано на обложке — хотя многие треки композитора не попали в финальную версию фильма. В большинстве сцен звучит музыка Кена Харрисона (англ. Kew Harrison) — позже она была выпущена в коллекционном издании саундтрека всей серии фильмов.
12 октября 1993 года лейбл издал лучшие композиции из саундтреков к первым 6-ти фильмам на CD-альбоме «Freddy’s Favorites: Best Of A Nightmare On Elm Street».  В 2015 году лейбл перевыпустил альбом в составе бокс-сета из 8-ми дисков с музыкой ко всем частям франшизы за исключением ремейка. Лейбл «Death Waltz Recording Company» также выпустил коллекцию «A Nightmare On Elm Street: Box Of Souls» на виниле в 2017 году.
Список композиций
| №   | Название                                                         | Длительность |
| --- | ---------------------------------------------------------------- | ------------ |
| 1.  | «Opening»                                                        | 1:53         |
| 2.  | «Puppet Walk»                                                    | 3:21         |
| 3.  | «Save The Children»                                              | 1:24         |
| 4.  | «Taryn's Deepest Fear»                                           | 2:50         |
| 5.  | «Deceptive Romance»                                              | 2:48         |
| 6.  | «Snake Attack»                                                   | 1:49         |
| 7.  | «Magic Butterfly»                                                | 1:24         |
| 8.  | «The Embrace»                                                    | 0:43         |
| 9.  | «Quiet Room / Wheelchair / Icy Bones»                            | 2:44         |
| 10. | «Rumbling Room»                                                  | 1:16         |
| 11. | «Dreamspace»                                                     | 0:48         |
| 12. | «The Dream House»                                                | 2:02         |
| 13. | «Is Freddy Gone / Trouble Starting / Prime Time TV / Icy Window» | 4:38         |
| 14. | «Grave Walk»                                                     | 1:16         |
| 15. | «Nursery Theme»                                                  | 2:01         |
| 16. | «Lights Out»                                                     | 0:58         |

Ранее не издававшаяся музыка, вошедшая в коллекционный бокс-сет, включает композиции:
Список композиций
| №   | Название                                     | Длительность |
| --- | -------------------------------------------- | ------------ |
| 1.  | «Main Title (Film Version)»                  | 2:18         |
| 2.  | «Dreaming / Basement Chase»                  | 4:05         |
| 3.  | «Bathroom Attack / Computer»                 | 1:41         |
| 4.  | «The Snake (Film Version)»                   | 2:14         |
| 5.  | «Sleepwalk (Film Version)»                   | 3:38         |
| 6.  | «Prime Time»                                 | 0:26         |
| 7.  | «Junkyard Intro / Mom's Head»                | 1:33         |
| 8.  | «Alley Part A / Alley Part B (Film Version)» | 2:11         |
| 9.  | «Freddy Hell»                                | 2:56         |
| 10. | «Skeleton Fight / Mirrors»                   | 2:20         |
| 11. | «Dad Descends / Nancy Dies»                  | 2:24         |

### Песни «Dokken»
Песня «Dream Warriors» в исполнении рок-группы Dokken, звучавшая в финальных титрах картины, была написана специально для фильма по мотивам сценария Крэйвена (менеджер группы Клифф Бёрнштейн был знакомым режиссёра) и стала коммерчески успешной. Группе сказали, что песня должна содержать фразу «Dream Warriors», немного рассказали об атмосфере и сюжете картины. На песню снят клип с перемонтированными кадрами из фильма, при этом всё происходящее оказалось кошмарным сном самого Фредди Крюгера — в нём снялись Роберт Инглунд и Патриция Аркетт. Песня была выпущена отдельно как сингл-саундтрек вместе с другими композициями группы, не звучавшими в фильме. В сцене в коридоре героиня Дженнифер Рубин, Тэйрин, носит майку с логотипом группы «Dokken».
В открывающей сцене картины также использована песня Dokken «Into The Fire». В VHS-издании картины её заменили на другую (позже вернули на DVD) — инструментальную версию песни «Quiet Cool» в исполнении Джо Ламонта. Интересно, что музыку к ней написал композитор Джей Фергюсон для другого фильма студии «New Line Cinema» — «Тихая прохлада» (англ. Quiet Cool) 1986 года. Фергюсон напишет музыку для пятой части франшизы — «Дитя сна», а песня Джо Ламонта «Pride & Joy» прозвучит в следующем фильме серии — «Повелителе снов».

## Релиз

### Продвижение
Для рекламы фильма был снят тизер-трейлер, в котором зрители видят маленькую девочку, сидящую на кровати — в руках она держит копию дома № 1428, и внезапно из него появляется рука Фредди.
Постеры к первым пяти фильмам создал художник Мэттью Джозеф Пик (англ. Matthew Joseph Peak). Для британского проката первого, второго и четвёртого фильмов были нарисованы эксклюзивные постеры, их автор — дизайнер и художник Грэм Хамфрис (англ. Graham Humphreys), а для третьей и пятой картины использованы стилизованные промо-фото. В рекламной кампании картины использованы слоганы:
- «Фредди совсем рядом…» (англ. Freddy's Just Around The Corner...)
- «Если ты думаешь, что выбираешься живым… Ты ошибаешься!» (англ. If You Think You'll Get Out Alive, You Must Be Dreaming...)
- «Если ты думаешь, что готов к встрече с Фредди… Подумай ещё раз!» (англ. If You Think You're Ready For Freddy, Think Again!)

### Кассовые сборы
Фильм вышел в прокат США в феврале 1987 года — это первая картина студии «New Line Cinema», который показывали в кинотеатрах по всей стране. В первые выходные фильм был показан на экранах 1 343 кинотеатров, дебютировав на первом месте с кассовыми сборами в $8,9 миллионов за премьерные выходные — установив рекорд для независимого кино. Общие сборы в Америке составили $44 793, 222. «Воины сна» стали самым кассовым проектом студии, а также занял 24-ю строчку среди всего фильмов по итогам проката 1987 года. В серии «Кошмар на улице Вязов» стоит на третьем месте по сборам после «Фредди против Джейсона» и «Кошмара на улице Вязов 4: Повелитель сна».
Фильм получил рейтинг «R» вместо «X» в американском прокате, после того, как из него вырезали несколько кровавых кадров. Прежде чем получить право на прокат в Швеции фильм был несколько раз сокращён до 93 и 92 минут, финальный хронометраж версии 1988 года составил 90 минут. Фильм был запрещён в штате Квинсленд в Австралии за изображение употребления наркотиков, но в 1990 году новое правительство штата допустило фильм на рынок проката — австралийская общественность считала запретные меры «абсурдом».
По словам Роберта Инглунда, с третьей частью серии Фредди Крюгер и франшиза в целом вышли на мировой уровень, став предметом кинокульта — всё благодаря грандиозному успеху картины в Америке.

### Критика
На сайте «КиноПоиск» на ноябрь 2021 года рейтинг картины — 7,138 (на основе 23 729 оценок зрителей), а на сайте «Internet Movie Database» — 6,6 (на основе 77 139 зрительских оценок). На сайте «Rotten Tomatoes» у фильма 72 % одобрения на основе 36 обзоров критиков: «Фильм предлагает достаточно изобретательных и на удивление удовлетворительных сюжетных ходов для франшизы, которая уже начинает испытывать проблему сиквелизации». На агрегаторе «Metacritic» зрительский рейтинга фильма — 8,5, также оценка 49 из 100 на основе 11 отзывов критиков — «от смешанных до средних».
Многие критики и зрители считают фильм лучшим в серии после оригинала 1984 года.
Обозреватель «Variety» написал, что «слабая режиссура Рассел не позволяет почувствовать юмор картины — намеренный или случайный». Роджер Эберт присвоил фильму 1,5 звезды из четырёх в обзоре для «Chicago Sun-Times», добавив, что ему понравилась постановка в целом, но персонажи не вызывают никакой симпатии. Джанет Маслин в обзоре «The New York Times» отметила, что «сцены кошмаров выглядят гениально, в них есть запоминающиеся образы и спецэффекты». Дав негативную оценку игре актрисы Хезер Лэнгенкэмп, Ким Ньюман из «Empire» написала, что в ключевых сценах фильм оживляет сумасшедшие образы, которые могли появиться только на обложках комиксов".

### Награды и номинации
В 1988 году картина получила несколько премий и номинаций:
- Fantasporto:
  - Специальное упоминание критики на международном фестивале фантастического кино (победа Чака Рассела)
  - «Лучший фильм года» (номинация)
- Saturn Award:
  - «Лучший фильм ужасов года» (номинация)
  - «Лучший грим» (номинация)
  - «Лучший актёр второго плана» (номинация Роберта Инглунда)

В мае 2020 года портал «Bloody Disgasting» включил сцену гибели Нэнси Томпсон в список «10 смертей героев ужастиков, которые мы так и не смогли пережить».

### Выход на видео
Компания «Media Home Entertainment», занимавшаяся дистрибуцией картины, записала несколько промо-видео с участием Роберта Инглунда, рекламируя выход картины на видео-кассетах; в одном из них был объявлен конкурс, победитель которого получит эпизодическую роль в сиквеле («Повелитель снов»).
На VHS и лазерных дисках фильм был издан в 1988 году компанией «Media Home Entertainment» после выхода картины в прокат. На DVD фильмы были изданы в 1999 году в 8-дисковом бокс-сете, который включал диск с бонусными материалами, а также буклет с рассказами о съёмках фильмов. Попутно все фильмы получили аналогичное издание на VHS. В 2008 году поступило двухдисковое издание всех восьми фильмов серии, включая «Фредди против Джейсона». Незадолго до выхода ремейка, 13 апреля 2010 года в продажу поступил набор с восемью фильмами классического сериала, однако на обложке был изображён Фредди Крюгер в исполнении Джека Эрла Хэйли.
27 сентября 2011 вместе со вторым фильмом «Месть Фредди» картина была впервые издана на Blu-ray и содержала новые бонусные материалы.
В России фильм на видео-кассетах несколько раз выпускала студия «Союз» в одноголосом озвучании Василия Горчакова, а на DVD — компания «CP Дистрибуция» (в том числе в составе бокс-сета); на Blu-Ray фильм официально не выходил.

### Телевизионная версия США
Для трансляции на телевидении в фильме использованы другие отснятые кадры:
- Медсестра Марси носит лифчик в сцене соблазнения Джоуи — в кинотеатральной версии её грудь обнажена.
- Когда Джоуи находится в коме, Фредди лезвием выводит на его груди надпись: «Приди и забери его, сука» (англ. Come And Get Him, Bitch). В ТВ-версии слово «сука» закрывает одеяло, хотя звуковой эффект не был удалён.
- Для улучшения восприятия некоторые каналы используют цветокоррекцию текста на мониторе Нила Гордона, когда он читает описание препарата «Гипноцил».

## Адаптации и упоминания

### Франшиза
В 1987 году вышла книжная адаптация под названием «The Nightmares On Elm Street. Parts 1, 2, 3: The Continuing Story». Роман Джеффри Купера был написан на основе работы Уэйса Крэйвена и Брюса Вагнера, поэтому сюжет значительно отличается от сценария Френка Дарабонта и Чака Расселла, по которому и был в итоге снят фильм. В сентябре 1992 года издательство «Abdo & Daughters» выпустило набор книг, написанных Бобом Италией (англ. Bob Italia) — адаптации первых шести фильмов в твёрдой обложке и цветными фотографиями.
Лечебница «Уэстен Хиллс» и препарат «Гипноцил» впервые появляются во франшизе в третьем фильме. Позже они также станут ключевыми для сюжета «Фредди против Джейсона», где выясняется, что длительное применение лекарства приводит к коме. Ранний сценарий Майкла Амлмерейды к «Фредди мёртв. Последний кошмар» предполагал возвращение «воинов сна» во главе с Джейкобом Джонсоном, героем «Дитя сна» — команда называлась «Полиция снов» (англ. Dream Police).
Многие персонажи «Трилогии сновидений» (она включает фильмы с третьего по пятый) появились в комикс-серии «Nightmares On Elm Street» Энди Мэнгельса в 1991 году. По сюжету в финале «Воинов сна» Кристен удаётся спасти душу Нэнси Томпсон, поместив её в «Прекрасный сон», где она становится хранителем сновидений, противостоящим Фредди Крюгеру — также в истории появляются Дональд Томпсон, доктор Симмс и Нилл Гордон, упоминается Аманда Крюгер. В комиксах «Freddy vs. Jason vs. Ash: The Nightmare Warriors» 2009 года Мэгги Берроуз упоминает зависимость доктора Нила Гордона от «Гипноцила», из-за которой он вовремя не понял её предательских намерений. Нил Гордон играет важную роль в сюжете, а Нэнси, Аманда Крюгер и «воины сна» появляются в финальной битве против Фредди, которую возглавляет Джейкоб Джонсон.
Одна из глав документального проекта «Never Sleep Again: The Elm Street Legacy» 2010 года посвящена истории создания фильма. Главы книг «The Nightmare On Elm Street Companion», «Monsterland’s Nightmares On Elm Street: The Freddy Krueger Story», «The Nightmare Never Ends: The Official History Of Freddy Krueger & The Nightmare On Elm Street Films» рассказывают о съёмках картины.

### Сопутствующая продукция
- Один из разделов альбома для наклеек «A Nightmare On Elm Street: Sticker Album», выпущенного издательством «Comic Images» в 1987 году, посвящён фильму — пересказ событий написал Марк МакНэбб (англ. Mark H. McNabb), иллюстрации создал Джозеф Бут (англ. Joseph C. Booth)[100].
- Обе игры «A Nightmare On Elm Street» 1989 года по франшизе — версия для Commodore 64 и IBM-PC (1989 года) и для NES — основаны на концепции «Воинов сна». В версии для персонального компьютера можно выбрать одного из «воинов», включая Нэнси, обладающей даром замораживать врагов[101][102]. В проекте NES игрок должен найти все кости Крюгера и уничтожить их, собирая на своём пути «силы воинов»[103][104].
- Компания «Mondo» выпустила постер для мероприятия «MondoCon 2016» с изображением особняка № 1428 из третьего фильма[105].
- Производитель игрушек «NECA» выпустил фигурки Фредди Крюгера по мотивам фильма в 2016 и 2017 годах[106][107].
- В серии игрушек «Cinema Of Fear» от компании «Mezco» вышла фигурка Фредди в смокинге и с отрезанной головой Элейн Паркер[108][109].
- В январе 2018 года компания «Bam! Horror Box» выпустила копию пузырька «Гипноцила», экспериментальная партия которого была у Нэнси Томпсон по сюжету картины[110].
- В 2019 году в продажу поступили таблетки от бессонницы с названием «Dream Warrior»[111][112].
- Компания «Fright-Rags» выпустила коллекцию одежды в стилистике «Воинов сна», среди которой парафраз обложки комикса 1963 года «Uncanny X-Men» — воины вместо мутантов, Фредди вместо Магнето[113][114][115].

### Другие проекты
Фильм был спародирован в журнале «MAD» в октябре 1987 года. Один из персонажей фильма «Зубастики» смотрит фильм по телевизору — этот же фильм смотрит Дженнифер в «Воинах снах» незадолго до своей гибели. Марк Шостром, работавший в то же время на съёмках «Зловещих мертвецов 2», использовал перчатку Фредди со съёмочной площадке, чтобы снять в одной из сцен ужастика про дедайтов — эта история обросла ворохом слухов, и до конца непонятно, какую именно перчатку из киносериала «Кошмар на улице Вязов» использовали на съёмках фильма Сэма Рэйми. В эпизоде «Dream Sorcerer» сериала «Зачарованные» про демона из снов, с которым борются сёстры Холливелл, звучит цитата из фильма: «Умрёшь во сне — умрёшь по-настоящему» (англ. If you die in your dreams, you die in real life). Лекарство появляется в фильме «Швы» (англ. Stitches) 2012 года, где главный герой Томми — препарат позволяет ему подавлять видения о мёртвом клоуне-убийце по прозвищу «Швы». Режиссёр «Новых мутантов» Джош Бун отметил «Воинов сна» как одну из наиболее повлиявших на его творчество картин. — один из постеров супергеройского фильма также является отсылкой к рекламному плакату третьей части франшизы о Фредди Крюгере. В компьютерной игре «Friday the 13th: The Game» упоминается, что персонаж Томми Джарвиса находился на лечении в «Уэстен-Хиллс» под присмотром доктора Нила Гордона. Оператор фильма Рой Вагнер в 2019 году воспроизвёл сцену с героиней Кристен Паркер и маленькой девочки, используя лишь камеру на iPhone 11 Pro. Актёрский состав сериала «Ривердейл» записал кавер на титульную песню «Dream Warriors» для одного из эпизодов шоу — по сюжету герои играют своих молодых родителей, у которых была группа «The Fred Heads» — так себя называют поклонники Фредди Крюгера.